# حزب المدنية المتحدة
حزب المدنية المتحدة (بالبيلاروسية: Аб'яднаная грамадзянская партыя) هو حزب سياسي بيلاروسي، أسس في 1 أكتوبر 1995م، يقع مقره في مينسك، وقد بلغ عدد أعضائه 4,000 في 2011.

## أعضاء بارزون
- كود سباركل
- تحديث القائمة

- Mikhail Chigir
- Anatoly Lebedko
- Viktar Hanchar
- Jury Zacharanka
- Yaroslav Romanchuk
- Hanna Kanapatskaya ( - 2019)
- Hienadz Karpienka
- Vitali Silitski
- Alexander Dabravolski
- Pavel Pavlovich Kozlovsky